# Club Bàsquet Sant Josep (Badalona)
El Club Bàsquet Sant Josep és un club de bàsquet de la ciutat de Badalona fundat l'any 1939. Els seus colors són el groc i el morat.
Entre la temporada 1968-69 i la 1973-74 va jugar consecutivament a la màxima categoria del bàsquet espanyol. Malgrat haver quedat el novè classificat en aquesta darrera temporada, es va quedar sense la marca que patrocinava l'equip (Irpen) i va haver de renunciar a seguir jugant a la màxima categoria per motius econòmics.
Es dona el cas que en la darrera temporada del Sant Josep a Primera Divisió Nacional hi va haver tres equips de Badalona a la màxima categoria estatal, Club Joventut Badalona, el Círcol Catòlic de Badalona i el Sant Josep. Aquesta fou l'única temporada en la qual els 3 grans clubs de bàsquet de la ciutat van competir junts a la màxima categoria.

## Història

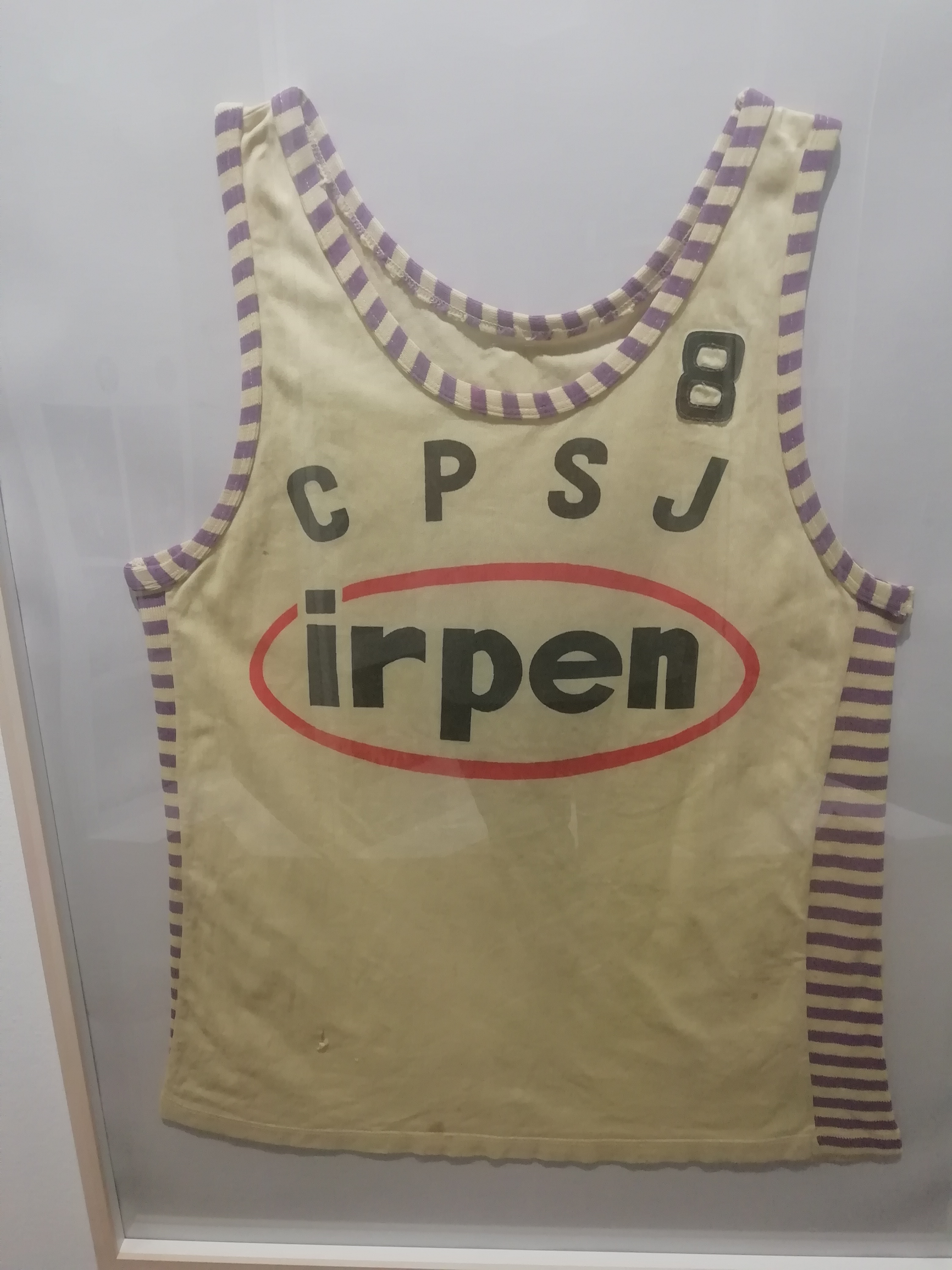
Samarreta de l'equip Sant Josep Badalona.

El Sant Josep va ser fundat l'any 1939 com a Centre Parroquial de San José i va competir els primers anys al Campionat de Catalunya.
Debutà a la Lliga Catalana l'any 1942, en la qual anà ascendint de categoria fins que, la temporada 1945-46, arribà a primera divisió del campionat català. Participava també en diferents competicions nacionals com la Copa General Orgaz o la Copa Hernán, competicions de prestigi a l'època.
Va ser subcampió del Campionat de Catalunya la temporada 51-52.

### Època daurada (anys 1960-70)
A la temporada 67-68, el San José-Irpen es proclama campió de la segona divisió espanyola i ascendeix per primera vegada en la història a la primera categoria del bàsquet nacional. La plantilla que aconsegueix l'ascens era formada per Gombau, Sunyol, Corbetó, Canal, Clúa, Badet, Arenas, Baturore, Estapé, Vaquer i Valbuena, sent Josep Brunet Vila l'entrenador.
La temporada següent, la primera a la màxima categoria, s'acaba en 9a posició, jugant una promoció de descens que es va guanyar contra l'UDR Pineda, a doble partit. En aquesta primera temporada destacà l'aportació del primer jugador estranger de l'entitat, el nord-americà Charles Thomas, que fou el màxim anotador i rebotador de la lliga. La temporada 1969-70, el 17 de gener de 1970, es va inaugurar la pista de fusta del nou Pavelló, amb el partit contra el “C.D. Molforts”, corresponent a la Lliga Nacional. Però les obres del nou Pavelló no es van acabar fins al mes de març de 1970. El 19 de març de 1970, festa patronal de l'entitat, es va beneir solemnement el nou Pavelló Esportiu amb un aforament de 1800 persones, entre assegudes i dretes. Va ser durant aquesta temporada quan es va emetre per primera vegada per televisió i des del Pavelló en directe. Va ser un partit entre el Sant Josep i el “Club Picadero-Damm”. En aquesta temporada, el San José aconsegueix classificar-se en 7a posició, i Charles Thomas torna a ser el màxim anotador de la lliga per segon any consecutiu.
A la darrera temporada a Primera divisió (1973-74) va coincidir amb els altres dos grans clubs de la ciutat; el Club Joventut Badalona i el Círcol Católic. Els derbis contra el Joventut es van saldar amb dues derrotes: 106-63 al Pavelló d'Ausiàs March i 62-80 a casa. Contra el Círcol es va guanyar a casa per 87-69, i com a visitants es va perdre per un ajustat 87-81. L'equip acabà la lliga a la 9a posició.

### Nova realitat i creació de l'Escola de bàsquet
L'estiu de 1974 el club renuncia a la màxima categoria, posant punt final a 6 temporades a 1a divisió. El patrocini comercial de la casa Irpen continuaria lligat als equips inferiors i a l'equip que tornaria a competir a categoria provincial, si bé va estar a punt de fer-ho a segona divisió si hagués prosperat un acord de fusió amb el CN Sabadell. Aquella mateixa temporada es decideix crear una Escola de Bàsquet, que és la primera Escola de Bàsquet de Badalona, amb una inscripció inicial de 150 alumnes, arriben a tenir més endavant fins a 250 alumnes. Va ser tot un èxit. Avui en dia continua sent una de les escoles de bàsquet més prolífiques de Catalunya.
Després d'uns anys de pujades i baixades a divisions regionals, en acabar la temporada 1980-81 el San José va quedar campió de 3a Divisió i van ascendir a 2a Divisió Nacional.

### Bons anys a 2a Nacional i EBA
La temporada 1982-83, el San José va aconseguir quedar en la quarta posició de la 2a Divisió Nacional i, aquesta vegada, sense patrocini econòmic. L’any 1983, el club comença a dir-se oficialment “C. B. Sant Josep – Badalona”.
La temporada 1986-87, l'equip Sènior guanya l'ascens a 1a Divisió, però es renuncia per motius econòmics. La 1990-91 torna a jugar la fase d'ascens a la Primera Divisió i queda en sisè lloc. L'any següent repetiria fase d'ascens, però va quedar en setè lloc.
La 96-97 a conseqüència de la creació de la LEB, l'equip Sènior segueix a la Lliga EBA (fins aleshores segona categoria del bàsquet estatal que va passar a ser 3a categoria estatal) i en un principi s'anomena entrenador a en Xavier Bassas, però la vinculació amb el Joventut obliga a acceptar en "Quim" Costa com a entrenador. Bona temporada en termes generals, es juga el play-off d'ascens amb el Mataró i es perd.
Del 97 fins al 2012, l'equip Sènior va alternar lliga EBA i Copa Catalunya. L'any 2013 va passar per una greu crisi econòmica que va estar a punt de forçar la seva desaparició.

### Crisi, tancament del pavelló i l'exili forçat
L'any 2013 el club està a punt de desaparèixer, però gràcies a la campanya 'Salvem Sampep' on va obtenir el suport dels grans clubs de Catalunya i d'homes clau a la història del club i les institucions, van poder salvar-se. La temporada 2013-14 es va aconseguir l'ascens a Copa Catalunya, i la 2016-17 tornà a lliga EBA.
L'estiu de 2021 el consistori badaloní precintà el juliol del 2021 després de la denúncia d’un veí per contaminació acústica. Aquell mateix estiu, l’entitat va aprofitar per solucionar els problemes de soroll –una actuació que va costar gairebé 30.000 euros–, però es va trobar amb la negativa del denunciant, que encara no ha permès que els tècnics municipals entrin al seu pis per demostrar l’efectivitat de les obres realitzades.
L'exili forçat va ser provocat pel tancament del pavelló del centre parroquial, la pista on l’entitat ha jugat com a local des de la seva inauguració el 1970. Es preveu l'enderrocament de tot el centre parroquial el 2025, anunciat fa temps per l'Arquebisbat de Barcelona, propietaris dels terrenys.
Des de la vida a l'exili, i amb la incertesa de no tenir 'casa', el sènior va patir dos descensos consecutius: de Copa Catalunya a 1a Catalana la temporada 2022-23, i de 1a Catalana a 2a Catalana la temporada 2023-24, vivint la pitjor època de la història del club.
Actualment, l'equip busca tornar a l'elit del basquetbol català a curt termini, i juga els seus partits com a local al Pavelló dels Països Catalans amb capacitat per 4.000 espectadors.

## TCI Sant Pep
El Torneig Cadet Internacional que s'organitza des de l’any 2016 s'ha convertit en un aparador privilegiat dels millors equips i jugadors de la categoria Cadet (U16). Tot aprofitant el nivell i capacitat d’atracció del bàsquet català i badaloní, s'ha aconseguit organitzar un torneig únic, dins d’una categoria clau del bàsquet de formació.
La temporada 2019-20, amb la col·laboració de l'Ajuntament de Badalona, el Torneig va fer un pas endavant amb l’ampliació d’equips, i la instal·lació d’una fanzone plena d’activitats.
Des de 2016 han participat algunes de les millors pedreres d'Europa en categoria cadet (U16) com les del Club Joventut Badalona (campió 2018), FC Barcelona (campió 2016, 2019 i 2024), Real Madrid (campió 2017), Valencia Basket, Next Hoops (campió 2023), Bàsquet Manresa, Lettera 22, Maccabi Tel Aviv o Bilbao Basket.

## Jugadors i entrenadors destacats
Al llarg de totes aquestes temporades, diversos jugadors de renom han jugat en les diferents categories del club badaloní: Charles Thomas, Josep Brunet, Josep Maria Sunyol, Andreu Oller, Óscar Alarcón, Carles Marco, Carles Ruf, Iván Corrales, Marc Blanch, Joffre Lleal, César Sanmartín, Óscar Yebra, Dani García, Albert Oliver, Álex Mumbrú, Jordi Llorens, Roger Grimau, Alfonso Albert, Xavi Puyada, Salva Camps, Souley Drame, Josep Pacreu, Albert Roma, Ferran Bassas o Pau Majoral.
També cal destacar el paper d'entrenadors destacats que han estat vinculats amb el Sant Josep, com és el cas d'Alfred Julbe, Trifón Poch, Edu Torres, Pedro Martínez, Agustí Julbe, Josep Maria Izquierdo, Eduard Portela, Moncho Monsalve, Juan Llaneza o Miquel Nolis.

## Palmarès[calcitació]
- Trofeu Vicente Bosch: 1949
- 2a Divisió Nacional (Equivalent a 1a FEB): 1967-68
- Campionat de Catalunya:
  - 1952 - Subcampió per darrere del Club Joventut Badalona.
- Campionat de Catalunya de Segona Categoria: 1945
- Copa Catalunya:
  - 2011-12 - Subcampió perdent la final contra Lluïsos de Gràcia a la Final Four de Badalona.
  - 2016-17 - Subcampió perdent la final contra el AE Boet Mataró a la Final Four de Salou.